# 怀特普莱恩斯 (纽约州)
怀特普莱恩斯又称白原市（英語：White Plains）、是美國紐約州威斯特徹斯特縣的縣治以及經濟商業中心。1758年成為縣治，美国独立战争期间曾发生白原战役。怀特普莱恩斯2020年人口59,559人，是紐約市以北的富人區之一。
马克·扎克伯格出生在该市。